# Берлингейм (Калифорния)
Берлингейм (англ. Burlingame) — прибрежный город в округе Сан-Матео в штате Калифорния в Соединённых Штатах Америки.
Согласно данным переписи населения США 2020 года число жителей города 
составляло 31 386 человек, что, для такого небольшого населённого пункта, существенно больше (+ 9.0%), чем было во время предыдущей переписи проводившейся в 2010 году (28 806 человек).

## История
Сообщество расположено на земле, ранее принадлежавшей торговцу из Сан-Франциско Уильяму Дэвису Мерри Говарду, который посадил здесь много эвкалиптов. Говард умер в 1856 году, и земля была продана банкиру Уильяму К. Ралстону. В 1868 году Ралстон назвал землю в честь своего друга и американского посла в Китае Энсона Берлингейма (1820—1870).
Берлингейм известен своими многочисленными эвкалиптовыми рощами, пешеходной зоной в центре города и системой государственных школ.

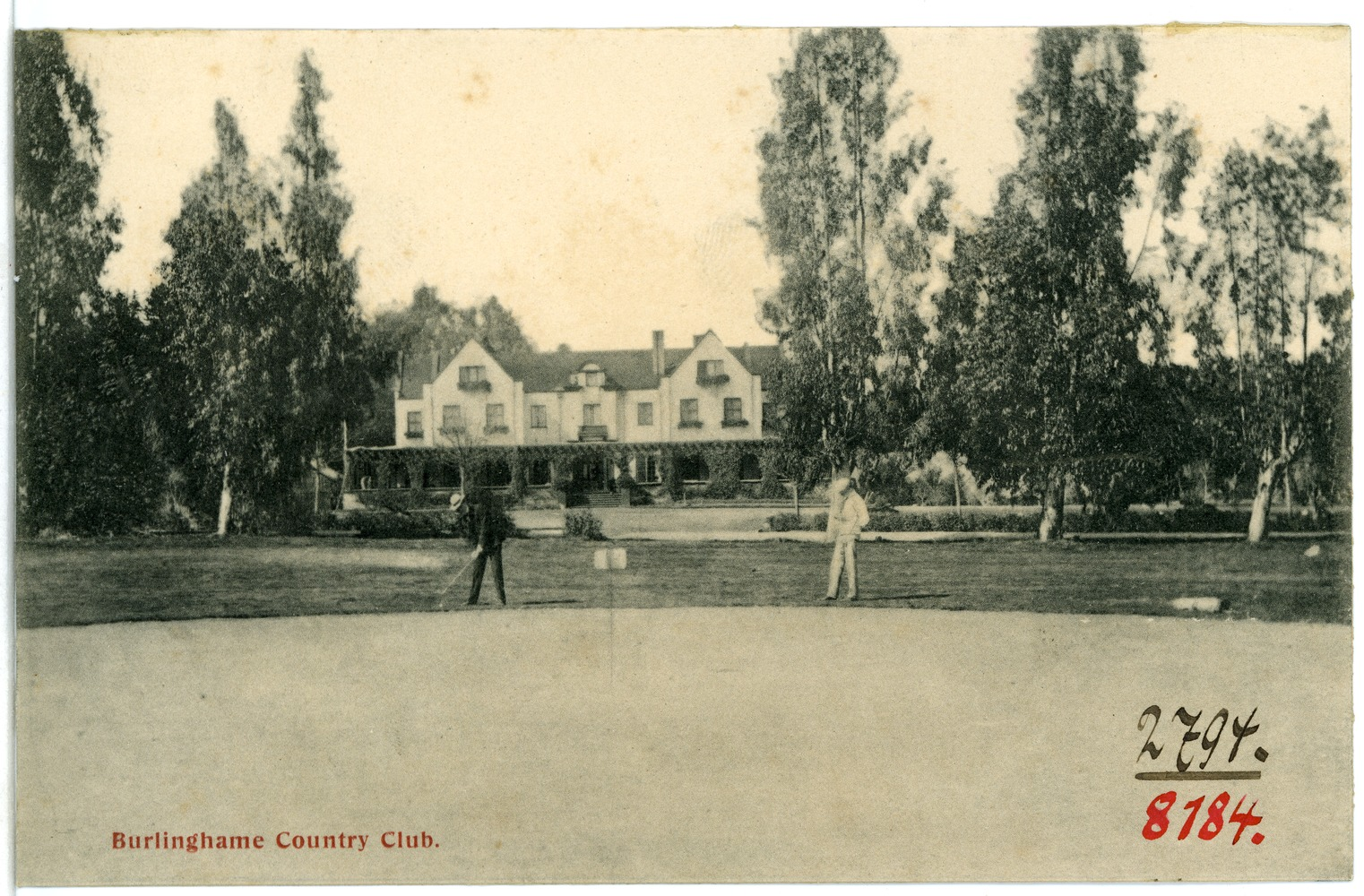
Берлингейм в 1906 году

После землетрясения в Сан-Франциско 1906 года сотни участков в Берлингейме были проданы людям, желающим обустроить новые дома. Выросшее сообщество было включено в реестр штата 6 июня 1908 года и Берлингейм официально получил статус города. В 1910 году соседний город Истон был аннексирован и стал городским районом Easton Addition.
Местные жители называют Берлингейм «Городом деревьев» из-за более чем 18 тысяч общественных деревьев в городе. В 1908 году совет попечителей Берлингейма принял постановление, «запрещающее рубку, повреждение или уничтожение деревьев».
В 2018 году, в 150-ю годовщину знаменательного Берлингеймского договора 1868 года между США и Китаем, на международной церемонии в публичной библиотеке Берлингейма был открыт новый бюст дипломата Энсона Берлингейма, созданный скульптором из Китая Чжоу Лиминем.

## География
Берлингейм расположен на полуострове Сан-Франциско и имеет протяжённую береговую линию вдоль залива Сан-Франциско. Центр города находится на высоте 12 метров над уровнем моря.
Через город протекает несколько ручьев идущих от предгорий полуострова до Тихого океана.
Согласно данным Бюро переписи населения США, общая площадь города составляет 6,1 квадратных мили (16 км2) из которых 4,4 квадратных мили (11 км2) — это суша, а 1,7 квадратных мили (4,4 км2 или 27,25%) приходится на водную поверхность.